# 鸵蜘蛛蟹
鸵蜘蛛蟹（学名：Maja gibba）为蜘蛛蟹科蜘蛛蟹属的动物。分布于日本、菲律宾、安达曼海，包括东海等海域，生活环境为海水，多栖息于水深100-200米的泥质或泥沙质底部。其生存的海拔范围为-200至-100米。